# Grand Prix automobile d'Allemagne 2018
GP précédent GP suivant
Le Grand Prix automobile d'Allemagne 2018 (Formula 1 Emirates Grosser Preis von Deutschland 2018) disputé le 22 juillet 2018 sur le circuit d'Hockenheimring, est la 987e épreuve du championnat du monde de Formule 1 courue depuis 1950. Il s'agit de la 63e édition du Grand Prix d'Allemagne comptant pour le championnat du monde de Formule 1, la trente-sixième fois à Hockenheim où les Formule 1 ont couru en alternance avec le Nürburgring depuis 1970 et la onzième manche du championnat 2018. Le Grand Prix d'Allemagne revient au calendrier après en avoir été absent en 2017.
Le match pour la pole position se déroule sans Lewis Hamilton, victime d'une fuite hydraulique sur sa Mercedes à la fin de la première phase des qualifications. En Q3, Sebastian Vettel prend les devants sur sa première tentative, est un instant devancé par Valtteri Bottas lors de leur deuxième sortie en piste, puis le bat d'un peu plus de 2 dixièmes de seconde sous le drapeau à damier et les applaudissements de son public. L'Allemand réalise la cinquante-cinquième pole position de sa carrière, sa cinquième de la saison et sa première à Hockenheim depuis 2010 alors qu'il pilotait une Red Bull. Il ne s'est par ailleurs jamais encore imposé en course sur ce circuit. Kimi Räikkönen obtient le troisième temps et part en deuxième ligne, devant Max Verstappen. Daniel Ricciardo, pénalisé pour le changement de trois composants sur son moteur, s'élance du fond de grille. Les Haas tirent leur épingle du jeu avec une troisième ligne composée de Kevin Magnussen et Romain Grosjean. Les Renault de Nico Hülkenberg et Carlos Sainz Jr. sont en quatrième ligne. 
Le scénario du Grand Prix d'Allemagne, pimenté par des averses en fin de course, tourne à 100 % en faveur de Lewis Hamilton, qui inflige un 25 à 0 à Sebastian Vettel et remporte la soixante-sixième victoire de sa carrière. Le quadruple champion du monde britannique est tout d'abord auteur d'une remontée express en partant du quatorzième rang : il roule en effet en cinquième position derrière Vettel, Bottas, Verstappen et Räikkönen après seulement quatorze tours. Il effectue surtout un très long relais de quarante-deux boucles en pneus tendres. Vettel mène la course au volant de sa Ferrari jusqu'à son changement de pneumatiques au vingt-sixième tour, avant de se retrouver derrière son coéquipier Kimi Räikkönen qui le laisse passer sur ordre du stand après trente-neuf boucles. La pluie commence alors à tomber sur une partie du circuit, provoquant la confusion dans les stands quand plusieurs pilotes dont, parmi les leaders, Max Verstappen prennent le pari de chausser des pneumatiques intermédiaires avant d'y retourner pour remettre des pneus lisses, la piste n'étant pas totalement détrempée quoique piégeuse. Sous les gouttes, à l'entrée de l'épingle Sachs devant le public du Stadium au cinquante-et-unième tour, Vettel, en tête de la course avec près de dix secondes d'avance sur Bottas, freine trop tard, bloque ses roues, traverse le bac à graviers et écrase sa voiture dans le mur : pour la première fois de la saison, il ne voit pas la ligne d'arrivée. « L'une des erreurs les plus cruelles de ma carrière », déclare-t-il. Bottas, nouveau leader, et Räikkönen, profitent de la sortie de la voiture de sécurité le temps que la Ferrari soit dégagée, pour plonger dans les stands et se chausser de neuf. Hamilton hésite à faire de même, reçoit des ordres contradictoires, emprunte l'entrée de la voie des stands, puis finalement retourne en piste et prend la tête. À la relance, au 58e tour, Bottas tente durant trois virages de le dépasser mais un message de la direction de Mercedes lui intime de conserver sa position. Hamilton gagne pour la première fois en partant de si loin sur la grille et considère sa quatrième victoire de la saison comme la plus belle de sa carrière. Il devance Bottas pour un 42e doublé des Flèches d'Argent ; Räikkönen monte à nouveau sur le podium, devant Verstappen, alors que Nico Hülkenberg prend la cinquième place. Romain Grosjean marque pour la deuxième fois de la saison en terminant sixième devant les Force India de Sergio Pérez et d'Esteban Ocon. Marcus Ericsson et Brendon Hartley prennent les points restants. 
Au classement du championnat du monde, Lewis Hamilton reprend les commandes (188 points) avec désormais 17 points d'avance sur Sebastian Vettel (resté à 171 points). Kimi Räikkönen conserve sa troisième place (131 points) devant Bottas (122 points) qui passe devant Ricciardo (106 points), lequel n'a plus qu'un point d'avance sur Verstappen (105 points). De la même façon, Mercedes retrouve le premier rang (310 points), repoussant Ferrari à 8 points (302 points) ; suivent Red Bull Racing (211 points), Renault (80 points), Haas et Force India (59 points), McLaren (48 points), puis Scuderia Toro Rosso (20 points), Sauber (18 points) et Williams (4 points).

## Pneus disponibles
| Pneus pour piste sèche | Pneus pour piste sèche | Pneus pour piste sèche | Pneus pluie    | Pneus pluie |
| ---------------------- | ---------------------- | ---------------------- | -------------- | ----------- |
| Ultra tendres          | Tendres                | Médiums                | Intermédiaires | Pluie       |

## Essais libres

### Première séance, le vendredi de 11 h à 12 h 30
| Pos. | Pilote           | Voiture            | Chrono         | Écart     |
| ---- | ---------------- | ------------------ | -------------- | --------- |
| 1    | Daniel Ricciardo | Red Bull-TAG Heuer | 1 min 13 s 525 |           |
| 2    | Lewis Hamilton   | Mercedes           | 1 min 13 s 529 | + 0 s 004 |
| 3    | Max Verstappen   | Red Bull-TAG Heuer | 1 min 13 s 714 | + 0 s 189 |
| 4    | Sebastian Vettel | Ferrari            | 1 min 13 s 796 | + 0 s 271 |
| 5    | Valtteri Bottas  | Mercedes           | 1 min 13 s 903 | + 0 s 378 |
| 6    | Kimi Räikkönen   | Ferrari            | 1 min 14 s 267 | + 0 s 742 |

- Antonio Giovinazzi, pilote-essayeur chez Sauber, remplace Marcus Ericsson au volant de la Sauber C37 lors de cette séance d'essais.
- Nicholas Latifi, pilote-essayeur chez Force India, remplace Esteban Ocon au volant de la Force India VJM11 lors de cette séance d'essais.

### Deuxième séance, le vendredi de 15 h à 16 h 30
| Pos. | Pilote           | Voiture            | Chrono         | Écart     |
| ---- | ---------------- | ------------------ | -------------- | --------- |
| 1    | Max Verstappen   | Red Bull-TAG Heuer | 1 min 13 s 085 |           |
| 2    | Lewis Hamilton   | Mercedes           | 1 min 13 s 111 | + 0 s 026 |
| 3    | Valtteri Bottas  | Mercedes           | 1 min 13 s 190 | + 0 s 105 |
| 4    | Sebastian Vettel | Ferrari            | 1 min 13 s 310 | + 0 s 225 |
| 5    | Kimi Räikkönen   | Ferrari            | 1 min 13 s 427 | + 0 s 342 |
| 6    | Romain Grosjean  | Haas-Ferrari       | 1 min 13 s 973 | + 0 s 888 |

### Troisième séance, le samedi de 12 h à 13 h
| Pos. | Pilote           | Voiture           | Chrono         | Écart     |
| ---- | ---------------- | ----------------- | -------------- | --------- |
| 1    | Charles Leclerc  | Sauber-Ferrari    | 1 min 34 s 577 |           |
| 2    | Marcus Ericsson  | Sauber-Ferrari    | 1 min 35 s 000 | + 0 s 423 |
| 3    | Sergey Sirotkin  | Williams-Mercedes | 1 min 35 s 334 | + 0 s 757 |
| 4    | Sebastian Vettel | Ferrari           | 1 min 35 s 573 | + 0 s 996 |
| 5    | Pierre Gasly     | Toro Rosso-Honda  | 1 min 35 s 659 | + 1 s 082 |
| 6    | Brendon Hartley  | Toro Rosso-Honda  | 1 min 36 s 151 | + 1 s 574 |

- Cette séance se déroule sous des trombes d'eau et sur une piste totalement détrempée. Tous les pilotes sortent en pneus pluie (gommes sculptées à bande bleue) et seulement neuf d'entre-eux réalisent un temps, les autres n'effectuant qu'un tour d'installation avant de rentrer au stand[4].

## Séance de qualifications

### Résultats des qualifications
| Pos.                                                                                      | Pilote            | Écurie               | Qualifications 1 | Qualifications 2 | Qualifications 3 |
| ----------------------------------------------------------------------------------------- | ----------------- | -------------------- | ---------------- | ---------------- | ---------------- |
| 1                                                                                         | Sebastian Vettel  | Ferrari              | 1 min 12 s 538   | 1 min 12 s 505   | 1 min 11 s 212   |
| 2                                                                                         | Valtteri Bottas   | Mercedes             | 1 min 12 s 962   | 1 min 12 s 152   | 1 min 11 s 416   |
| 3                                                                                         | Kimi Räikkönen    | Ferrari              | 1 min 12 s 505   | 1 min 12 s 336   | 1 min 11 s 547   |
| 4                                                                                         | Max Verstappen    | Red Bull-TAG Heuer   | 1 min 13 s 127   | 1 min 12 s 188   | 1 min 11 s 822   |
| 5                                                                                         | Kevin Magnussen   | Haas-Ferrari         | 1 min 13 s 105   | 1 min 12 s 523   | 1 min 12 s 200   |
| 6                                                                                         | Romain Grosjean   | Haas-Ferrari         | 1 min 12 s 986   | 1 min 12 s 722   | 1 min 12 s 544   |
| 7                                                                                         | Nico Hülkenberg   | Renault              | 1 min 13 s 479   | 1 min 12 s 946   | 1 min 12 s 560   |
| 8                                                                                         | Carlos Sainz Jr.  | Renault              | 1 min 13 s 324   | 1 min 13 s 032   | 1 min 12 s 692   |
| 9                                                                                         | Charles Leclerc   | Sauber-Ferrari       | 1 min 13 s 077   | 1 min 12 s 995   | 1 min 12 s 717   |
| 10                                                                                        | Sergio Pérez      | Force India-Mercedes | 1 min 13 s 427   | 1 min 13 s 072   | 1 min 12 s 774   |
| 11                                                                                        | Fernando Alonso   | McLaren-Renault      | 1 min 13 s 614   | 1 min 13 s 657   |                  |
| 12                                                                                        | Sergey Sirotkin   | Williams-Mercedes    | 1 min 13 s 708   | 1 min 13 s 702   |                  |
| 13                                                                                        | Marcus Ericsson   | Sauber-Ferrari       | 1 min 13 s 562   | 1 min 13 s 736   |                  |
| 14                                                                                        | Lewis Hamilton    | Mercedes             | 1 min 13 s 012   | Pas de temps     |                  |
| 15                                                                                        | Daniel Ricciardo  | Red Bull-TAG Heuer   | 1 min 13 s 318   | Pas de temps     |                  |
| 16                                                                                        | Esteban Ocon      | Force India-Mercedes | 1 min 13 s 720   |                  |                  |
| 17                                                                                        | Pierre Gasly      | Toro Rosso-Honda     | 1 min 13 s 749   |                  |                  |
| 18                                                                                        | Brendon Hartley   | Toro Rosso-Honda     | 1 min 14 s 045   |                  |                  |
| 19                                                                                        | Lance Stroll      | Williams-Mercedes    | 1 min 14 s 206   |                  |                  |
| 20                                                                                        | Stoffel Vandoorne | McLaren-Renault      | 1 min 14 s 401   |                  |                  |
| Temps minimal à réaliser pour la qualification : 1 min 17 s 580 (107 % de 1 min 12 s 505) |                   |                      |                  |                  |                  |

### Grille de départ
- Daniel Ricciardo, qui n'a pas réalisé de temps qualificatif en Q2, est pénalisé d'un recul de vingt places sur la grille de départ après le changement de trois composants sur le moteur de sa Red Bull ; il s'élance de la dix-neuvième position[6].
- Lewis Hamilton, victime d'une défaillance du système hydraulique de sa Mercedes-AMG F1 W09 EQ Power+ qui le prive de direction assistée et s'arrête en bord de piste et ne peut participer à la deuxième phase des qualifications ; il part de la quatorzième place sur la grille à la suite de la pénalisation de Ricciardo[7].
- Pierre Gasly est pénalisé d'un recul de 35 places sur la grille de départ après le changement de tous les composants du moteur Honda de sa Toro Rosso ; il s'élance de la dernière position.

## Course

### Classement de la course
| Pos. | no | Pilote            | Écurie               | Tours | Temps/Abandon                      | Grille | Points |
| ---- | -- | ----------------- | -------------------- | ----- | ---------------------------------- | ------ | ------ |
| 1    | 44 | Lewis Hamilton    | Mercedes             | 67    | 1 h 32 min 29 s 845 (198,789 km/h) | 14     | 25     |
| 2    | 77 | Valtteri Bottas   | Mercedes             | 67    | + 4 s 535                          | 2      | 18     |
| 3    | 7  | Kimi Räikkönen    | Ferrari              | 67    | + 6 s 732                          | 3      | 15     |
| 4    | 33 | Max Verstappen    | Red Bull-TAG Heuer   | 67    | + 7 s 654                          | 4      | 12     |
| 5    | 27 | Nico Hülkenberg   | Renault              | 67    | + 26 s 609                         | 7      | 10     |
| 6    | 8  | Romain Grosjean   | Haas-Ferrari         | 67    | + 28 s 871                         | 6      | 8      |
| 7    | 11 | Sergio Pérez      | Force India-Mercedes | 67    | + 30 s 556                         | 10     | 6      |
| 8    | 31 | Esteban Ocon      | Force India-Mercedes | 67    | + 31 s 750                         | 15     | 4      |
| 9    | 9  | Marcus Ericsson   | Sauber-Ferrari       | 67    | + 32 s 362                         | 13     | 2      |
| 10   | 28 | Brendon Hartley   | Toro Rosso-Honda     | 67    | + 34 s 197                         | 17     | 1      |
| 11   | 20 | Kevin Magnussen   | Haas-Ferrari         | 67    | + 34 s 919                         | 5      |        |
| 12   | 55 | Carlos Sainz Jr.  | Renault              | 67    | + 43 s 069                         | 8      |        |
| 13   | 2  | Stoffel Vandoorne | McLaren-Renault      | 67    | + 46 s 617                         | 19     |        |
| 14   | 10 | Pierre Gasly      | Toro Rosso-Honda     | 66    | + 1 tour                           | 16     |        |
| 15   | 16 | Charles Leclerc   | Sauber-Ferrari       | 66    | + 1 tour                           | 9      |        |
| 16   | 14 | Fernando Alonso   | McLaren-Renault      | 65    | + 2 tours                          | 11     |        |
| Abd. | 18 | Lance Stroll      | Williams-Mercedes    | 53    | Freins                             | 18     |        |
| Abd. | 5  | Sebastian Vettel  | Ferrari              | 51    | Sortie de piste                    | 1      |        |
| Abd. | 35 | Sergey Sirotkin   | Williams-Mercedes    | 51    | Fuite d'huile                      | 12     |        |
| Abd. | 3  | Daniel Ricciardo  | Red Bull-TAG Heuer   | 27    | Perte de puissance                 | 20     |        |

### Pole position et record du tour
- Pole position :  Sebastian Vettel (Ferrari) en 1 min 11 s 212 (231,230 km/h)[9].
- Meilleur tour en course :  Lewis Hamilton (Mercedes) en 1 min 15 s 545 (217,968 km/h) au soixante-sixième tour[10].

### Tours en tête
- Sebastian Vettel (Ferrari) : 38 tours (1-25 / 39-51)[11].
- Valtteri Bottas (Mercedes) : 4 tours (26-28 / 52)
- Kimi Räikkönen  (Ferrari) : 10 tours (29-39)
- Lewis Hamilton (Mercedes) : 15 tours (53-67).

## Classements généraux à l'issue de la course
| Pos. | Pilote            | Écurie               | Points |
| ---- | ----------------- | -------------------- | ------ |
| 1    | Lewis Hamilton    | Mercedes             | 188    |
| 2    | Sebastian Vettel  | Ferrari              | 171    |
| 3    | Kimi Räikkönen    | Ferrari              | 131    |
| 4    | Valtteri Bottas   | Mercedes             | 122    |
| 5    | Daniel Ricciardo  | Red Bull-TAG Heuer   | 106    |
| 6    | Max Verstappen    | Red Bull-TAG Heuer   | 105    |
| 7    | Nico Hülkenberg   | Renault              | 52     |
| 8    | Fernando Alonso   | McLaren-Renault      | 40     |
| 9    | Kevin Magnussen   | Haas-Ferrari         | 39     |
| 10   | Sergio Pérez      | Force India-Mercedes | 30     |
| 11   | Esteban Ocon      | Force India-Mercedes | 29     |
| 12   | Carlos Sainz Jr.  | Renault              | 28     |
| 13   | Romain Grosjean   | Haas-Ferrari         | 20     |
| 14   | Pierre Gasly      | Toro Rosso-Honda     | 18     |
| 15   | Charles Leclerc   | Sauber-Ferrari       | 13     |
| 16   | Stoffel Vandoorne | McLaren-Renault      | 8      |
| 17   | Marcus Ericsson   | Sauber-Ferrari       | 5      |
| 18   | Lance Stroll      | Williams-Mercedes    | 4      |
| 19   | Brendon Hartley   | Toro Rosso-Honda     | 2      |

| Pos. | Écurie               | Points |
| ---- | -------------------- | ------ |
| 1    | Mercedes             | 310    |
| 2    | Ferrari              | 302    |
| 3    | Red Bull-TAG Heuer   | 211    |
| 4    | Renault              | 80     |
| 5    | Force India-Mercedes | 59     |
| 6    | Haas-Ferrari         | 59     |
| 7    | McLaren-Renault      | 48     |
| 8    | Toro Rosso-Honda     | 20     |
| 9    | Sauber-Ferrari       | 18     |
| 10   | Williams-Mercedes    | 4      |

## Statistiques
Le Grand Prix d'Allemagne 2018 représente :
- la 55e pole position de Sebastian Vettel, sa cinquième de la saison[14] ;
- la 66e victoire de Lewis Hamilton[15] ;
- la 80e victoire de Mercedes Grand Prix en tant que constructeur[16] ;
- la 166e victoire de Mercedes en tant que motoriste[17] ;
- le 42e doublé de Mercedes[18] ;
- le 60e meilleur tour d'une Mercedes[19].

Au cours de ce Grand Prix :
- Lewis Hamilton, en s'imposant à Hockenheim, devient le sixième pilote de l'histoire à remporter une course en s'élançant à partir du quatorzième rang ; il n'avait jamais gagné de course en partant plus loin que la sixième place sur la grille[20] ;
- Lewis Hamilton commet une infraction au règlement en coupant la ligne d'entrée dans la voie des stands au 52e tour avant de revenir en piste sur un coup de volant en suivant des ordres contradictoires de son stand ; il n'écope toutefois que d'une réprimande des commissaires de course, ceux-ci estimant que cette action s'est déroulée sous le régime de la voiture de sécurité, qu'elle ne représentait pas de danger, et prennent en compte la confusion qui a régné entre le pilote et son stand[21] ;
- Lewis Hamilton est élu « Pilote du jour » lors d'un vote organisé sur le site officiel de la Formule 1[22] ;
- Mika Salo (110 Grands Prix disputés entre 1994 et 2002, deux podiums et 33 points inscrits, vainqueur de la catégorie GT2 des 24 Heures du Mans en 2008 et 2009, du championnat American Le Mans Series en 2007 et des 12 Heures de Bathurst en 2014) est nommé assistant des commissaires de course pour ce Grand Prix[23].